# El Soler (Santa Eulàlia de Riuprimer)
El Soler és una masia de Santa Eulàlia de Riuprimer (Osona) inclosa a l'Inventari del Patrimoni Arquitectònic de Catalunya.

## Descripció
És una masia de plant rectangular amb la façana orientada a migdia, amb un portal dovellat sobre el qual hi ha un cos de porxos sostinguts per pilars i al primer pis hi ha baranes de fusta. Al davant de la casa hi ha una petita lliça.
El carener és perpendicular a la façana, i a la part central hi ha un cos un xic més elevat. A la part de llevant hi ha un cobert de grosses dimensions. Entre la casa i el cobert hi ha un coll de pou de pedra.
Enfront i darrere de la casa hi ha diverses edificacions agrícoles que dificulten la visibilitat del mas.
L'estat de conservació és bo tot i que està una mica abandonat.

## Història
Antiga masia registrada al fogatge de 1553 de la parròquia i terme de Santa Eulàlia de Riuprimer, en el qual consta Francesch Soler com habitant del mas.
Avui es troba englobada dins el poble de santa Eulàlia, situada prop de l'antiga sagrera del temple parroquial.
Manté l'estructura típica de casa pairal malgrat l'ofec de noves construccions que l'envolten.